# Heinrich Wölfli

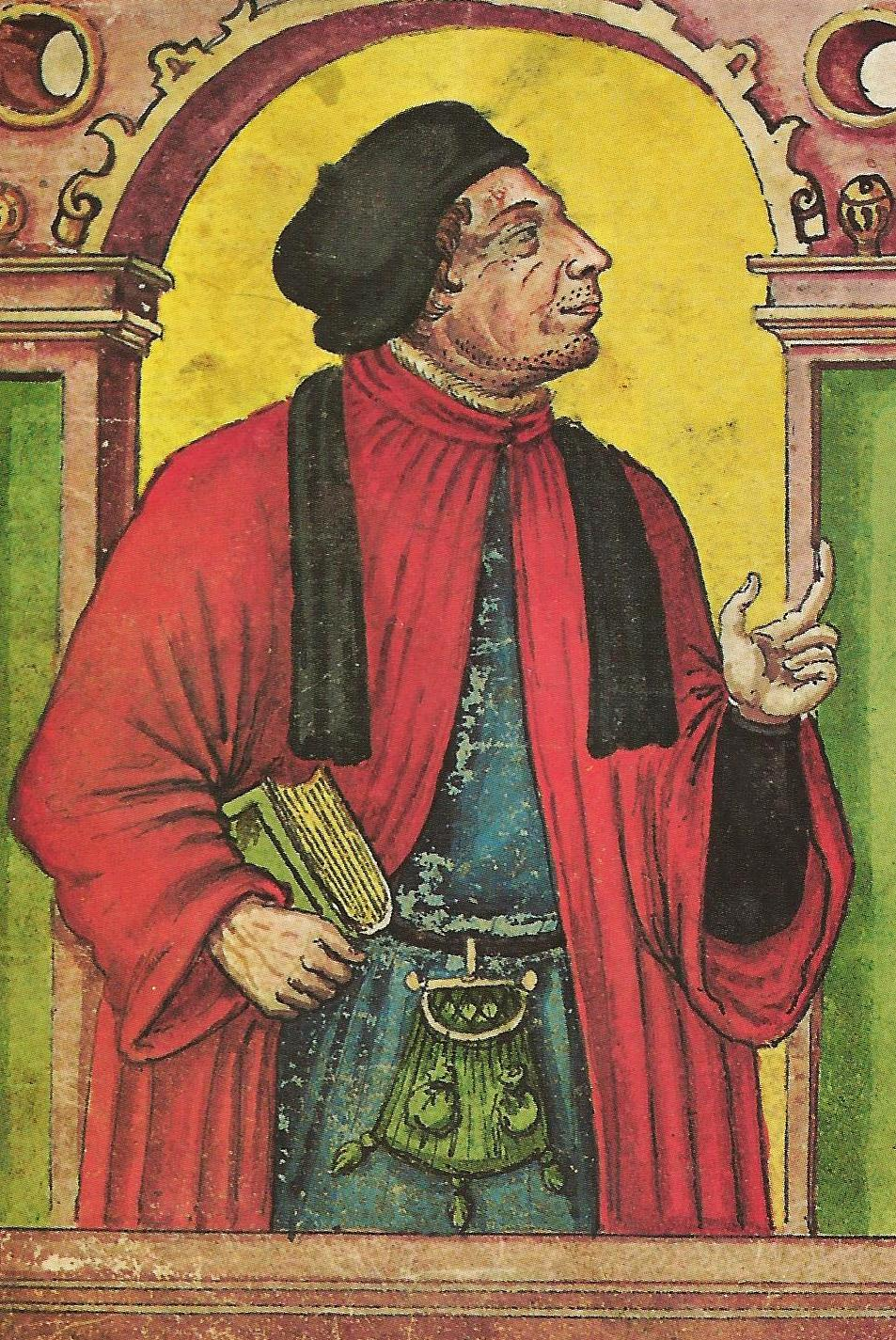
Heinrich Wölfli (um 1522)

Heinrich Wölfli (auch Heinrich Wölflin; * 30. Juni 1470 in Bern; † 1532 ebenda) war ein bernischer Chorherr und Humanist.

## Leben
Heinrich Wölfli (latinisiert Henricus Lupulus) kam in Bern als Sohn des Grossrats Konrad Wölfli und der Elsa Brunner zur Welt. In den Jahren 1493 bis 1494 studierte er in Paris, wo er den Abschluss als Magister artium erwarb. Danach leitete er die Lateinschule in Bern, an der auch Huldrych Zwingli zu seinen Schülern zählte. 1503 wurde er Chorherr am Stift St. Vinzenz, 1523 und 1524 hielt er dort das Amt des Kantors inne. 1515 stiftete er die Vinzenzteppiche für das Chorgestühl im Berner Münster. Nach seiner Heirat 1524 wurde er als Chorherr abgesetzt. Von 1528 bis 1529 amtierte er als erster Chorgerichtsschreiber und von 1529 bis 1532 als geschworener Schreiber.
Um 1501 schrieb Wölfli im Auftrag der Regierung von Unterwalden die erste Biographie über Bruder Klaus. Das Original der Handschrift ging verloren, wurde jedoch von Johannes Salat für sein Buch über Niklaus von Flüe (1537) verwendet und 1608 von Johann Joachim Eichhorn bei Stephan Philot in Freiburg im Üechtland gedruckt. Eine moderne Edition mit einer deutschen Übersetzung erschien 1917 zum 500. Geburtstag von Bruder Klaus, siehe Werkliste.
Über seine 1520/21 gemeinsam mit Hanns Wyman unternommene Reise nach Jerusalem verfasste er einen Pilger-Bericht. Eine Neuausgabe der deutschen Übersetzung von Johannes Haller 1582 mit deren Bildern erschien 1929, siehe Werkliste.

## Archive
- Streubestände zu Heinrich Wölfli in der Burgerbibliothek Bern.

## Werke
- Bruder Klaus. Biographie, Basel um 1501, Originalschrift verschollen.
Verfügbare Ausgaben bzw. Editionen:
  - Bruder Klaus. Biographie, moderne Edition mit deutscher Übersetzung. In: Robert Durrer (Hrsg.): Bruder Klaus. Die ältesten Quellen über den sel. Nikolaus von Flüe, sein Leben und seinen Einfluss. 2 Bände, Buch- und Kunstdruck-Verlag I. Ehrli, Sarnen 1917–1921. Sowie unveränderter Neudruck Staatskanzlei Obwalden, Sarnen 1981–1987, 2 Bände, mit Ergänzungsband hrsg. von Rupert Amschwand.
  - Niklaus von Flüe, die älteste Biographie über Bruder Klaus. Schrift und Bilder Klaus-Peter Schäffel; Verlag Lothar Kaiser, Malters 2005, ISBN 3-033-00390-7.
  - Angelo Garovi: Niklaus von Flüe. Heinrich Wölflins Lebensbeschreibung des Eremiten Bruder Klaus von 1501 in der Übersetzung von J. K. Scheuber und weitere Dokumente und Texte zu Bruder Klaus. 2017.
- Heinrich Wölflis Reise nach Jerusalem 1520/1521. Hrsg. von Hans Bloesch, Schweizer Bibliophilen-Gesellschaft, Bern 1929 (= Veröffentlichungen der Schweizer Bibliophilen-Gesellschaft. [6]).